# Macaca siberu
Macaco-de-siberu (Macaca siberu) é um Macaco do Velho Mundo, endêmico da ilha Siberu, uma das ilhas Mentawai, na Indonésia. É listado como "vulnerável" pela IUCN. Foi originalmente classificado como subespécie de Macaca nemestrina, junto com Macaca pagensis, mas este arranjo taxonômico é polifilético.